# Tobias Buntschuh - Das Drama eines Einsamen
Tobias Buntschuh - Das Drama eines Einsamen è un film del 1921 diretto da Holger-Madsen

## Trama
Tobias è un brillante inventore, ma è storpio. La sua condizione fisica lo porta a vivere isolato nel suo castello, pur non sentendo alcun odio verso chi è diverso da lui. Un giorno, salva la vita di Lukas, un giovane disperato, e lo accoglie nella sua casa. Al castello, trova rifugio anche Radiana, una bella ballerina fuggita dal circo per sottrarsi alle pressanti attenzioni del direttore. Tobias, per la prima volta, sente nascere in sé l'amore. Ma si accorge che Radiana e Lukas si sentono attratti l'uno dall'altra. I due giovani non vogliono ferire il loro protettore e cercano di reprimere il loro sentimento, ma sarà lo stesso Tobias a incoraggiarli, rinunciando così all'amore.

## Produzione
Il film fu prodotto dalla May-Film GmbH (Berlin).

## Distribuzione
Distribuito dalla Hansa-Film-Verleih GmbH , uscì in prima al Tauentzien-Palast di Berlino il 1º aprile 1921. In Finlandia, il film venne presentato in sala il 14 novembre 1921.